# Мориа, Поль
Поль Жюльен Андре Мориа́ (фр. Paul Julien André Mauriat; 4 марта 1925, Марсель — 3 ноября 2006, Перпиньян) — французский композитор, аранжировщик, создатель и руководитель эстрадно-симфонического оркестра (1965—1998).

## Биография
Родился 4 марта 1925 года в Марселе. С четырёх лет его отец, почтальон и музыкант-любитель, начал обучать игре на фортепиано и прививать любовь к классической и эстрадной музыке. В 10 лет поступил в Марсельскую консерваторию по классу фортепиано, в 14 окончил её. В 17 создал свой первый оркестр, исполняющий обработки джазовой и популярной музыки.
В 1957 году переезжает в Париж и приступает к работе на звукозаписывающей компании Barclay Records как аранжировщик и аккомпаниатор. В разное время работал с Шарлем Азнавуром (совместно создано более 120 песен), Далидой, Морисом Шевалье, Катериной Валенте и многими другими эстрадными исполнителями.
В 1962 году вместе с Франком Пурселем и Раймоном Лефевром сочиняет первый международный хит — песню Chariot, позже получившую английское название I Will Follow Him.
Автор музыки к некоторым фильмам, например комедиям Луи де Фюнеса «Взорвите банк» (1964) и «Жандарм в Нью-Йорке» (1965, совместно с Р. Лефевром).
В 1966 становится музыкальным директором (импресарио) Мирей Матье. За несколько лет сотрудничества написал для неё множество песен, среди них Mon Credo (Oui, je crois, 1966), Viens dans ma rue (1966), La premiere etoile, Geant, C’etait le premier rendez vous (1985). В 1977 году вышел сборник Mireille Mathieu Chante Paul Mauriat (Мирей Матье поёт песни Поля Мориа).
Вдохновение черпал в творчестве оркестра Ф. Пурселя. Любимыми композиторами и певцами называл Баха, Вивальди, Стравинского, Фрэнка Синатру, Эллу Фицджеральд, Стиви Уандера.
В ноябре 1998 года даёт последний концерт, прошедший в Японии (Sayonara Concert). 
Скончался 3 ноября 2006 года в возрасте 81 года от лейкемии в своём доме в Перпиньяне на юге Франции. Прах захоронен на Южном кладбище города.

## Семья
Жена — Ирен Мориа, учительница.
Детей нет.

## Оркестр Поля Мориа
В 1965 году П. Мориа основал и возглавил эстрадно-симфонический Гранд-оркестр, с которым долгие годы гастролировал по всему миру, исполняя преимущественно инструментальные обработки популярных песен и произведения собственного сочинения. До 1965 года П. Мориа также был руководителем собственного оркестра, записи которого известны с 1959 года. Музыкальный стиль своего оркестра П. Мориа описывал как «сочетание романтически звучащих скрипок с контрастной группой инструментов, поддерживающих чёткий ритм». Состав оркестра был интернационален и постоянно менялся.
В 1968 году вышел первый большой хит на тему песни L’amour est bleu (англ. Love is Blue; Любовь печальна). С 1969 года оркестр проводит концертные туры в США, Канаде, Бразилии, Южной Корее. Наибольшую популярность он обрёл в Японии, где давал ежегодно до пятидесяти концертов, кроме нескольких лет в конце 1980-х — начале 1990-х. Тридцатилетие оркестра (1996) и его последний концерт с Полем Мориа (1998) также прошли в этой стране. В 1977 году на арене Ниппон Будокан в Токио прошло сразу два аншлаговых концерта за день.
В 1998 году новым дирижёром становится пианист Жиль Гамбюс, проработавший в оркестре до своего назначения долгие годы. В 2005 году Поль Мориа доверил свой оркестр коллеге-музыканту Жан-Жаку Жюстафре, с которым оркестр совершил гастрольный тур в Японию.
После смерти П. Мориа Жан-Жак Жюстафре три года упрашивал вдову Поля Мориа Ирен дать ему разрешение организовать концерты памяти композитора. В конце концов согласившись, Ирен Мориа предложила Жюстафре назвать оркестр его именем и более не спрашивать у неё разрешений. Таким образом в 2009 году появился Гранд-оркестр под управлением Жан-Жака Жюстафре. В 2009 году на мемориальных гастролях в Японии в составе нового оркестра приняли участие музыканты, работавшие с Полем Мориа последние два десятилетия. В 2010—2012 годах оркестр Ж. Ж. Жюстафре провёл большое турне по регионам России, а также дал концерты в столицах Украины, Белоруссии и Прибалтики. Хотя репертуар, исполнительская манера и звучание гранд-оркестра Жан-Жака Жюстафре иные по сравнению с оркестром Поля Мориа, рекламные кампании устроителей гастролей проходили под маркой легендарного оркестра Поля Мориа, который перестал существовать в связи со смертью композитора в 2006 году. На этот счёт мадам Ирен Мориа неоднократно выступала с официальным заявлением для поклонников и прессы.

## В СССР
В СССР Поль Мориа приезжал дважды. Весной 1967 года его оркестр из 35 человек, вместе с артистами парижского мюзик-холла «Олимпия», сопровождал Мирей Матье, гастролировавшую в Москве, Ленинграде и Казани. В Ленинграде он сочинил песню «Quand fera-t-il jour, camarade?» («Когда рассвет, товарищ?»), которую Мирей исполнила на борту крейсера «Аврора». Специально с гастролями своего оркестра П. Мориа посетил СССР в январе 1978 года.
На советском телевидении музыка в исполнении оркестра использовалась для сопровождения некоторых телепередач:
- в прогнозе погоды программы «Время» — композиции «Yesterday», «Abrázame», «Toccata», «Un étranger sur la terre»;
- в начальной заставке «В мире животных» — «Alouette»[24] (с фр. — «Жаворонок», автор Ариэль Рамирес[3]);
- в заставке «Кинопанорамы» — мелодия песни «Pardonne-moi ce caprice d’enfant» («Прости мне этот детский каприз», автор Патрисия Карли[25]).

Всесоюзная фирма «Мелодия» издала 4 грампластинки, из которых первые две были без лицензии:
- 1974 — Оркестр Поля Мориа — Музыка из кинофильмов[26]. Отличалась плохим качеством звука, так как была сделана простым копированием оригинальной заигранной пластинки «Les Grandes musiques de films» (1973)[13]. Сборник включает в себя мелодии из фильмов «Крёстный отец», «Пассажир дождя», «Мужчина и женщина», «Доктор Живаго», «Афера Томаса Крауна», «Последнее танго в Париже», ««Отдых воина»[фр.]», «История любви», «Шербурские зонтики», «Бутч Кэссиди и Санденс Кид», «Жить, чтобы жить», ««Закрытые ставни»[фр.]», ««Неизвестный венецианец»[фр.]», «Борсалино»[27].
- 1975 — Оркестр Поля Мориа (переиздание альбома «Gone Is Love» 1970 г.)[28].
- 1980 — Оркестр Поля Мориа — «Бабье лето» (переиздание «L'Été Indien» 1975 г.)[29].
- 1980 — Оркестр Поля Мориа — «Под музыку Вивальди» (оригинальный сборник фирмы «Мелодия»[30])[31]. Содержит инструментальную версию одноимённой бардовской песни С. Никитина и В. Берковского[32][33] (слова А. Величанского).

## Дискография
Полем Мориа записано более 100 альбомов. Практически все из них изданы компанией Philips Records:
- 1961 — Paris by Night
- 1963 — Plays Standards
- 1963 — Paul Mauriat Joue pour les Enfants
- 1965 — Album No. 1
- 1965 — Russie de toujours (Вечная Россия) — мелодии русских народных песен[35]
- 1965 — Album No. 2
- 1966 — Album No. 3
- 1966 — Prestige de Paris
- 1966 — Album No. 4
- 1966 — Bang, Bang
- 1967 — More Mauriat
- 1967 — Mauriat Magic
- 1967 — Album No. 5
- 1967 — Noëls
- 1967 — Album No. 6
- 1967 — Blooming Hits[англ.]
- 1968 — Love Is Blue
- 1968 — Viva Mauriat
- 1968 — Mauriat Slows
- 1968 — Rain and Tears
- 1968 — Cent Mille Chansons
- 1968 — Rhythm and Blues
- 1969 — Doing My Thing
- 1969 — Je T’aime … Moi Non Plus
- 1969 — Un Jour, Un Enfant
- 1969 — Vole, Vole, Farandole
- 1969 — Prevailing Airs
- 1970 — Paul Mauriat Joue Chopin
- 1970 — C’est La Vie … Lily
- 1970 — Gone Is Love (переиздан в СССР в 1975 г.)
- 1970 — Comme J’ai Toujours Envie D’aimer
- 1970 — Paloma Embriagada
- 1971 — Un Banc, Un Arbre, Une Rue
- 1971 — Mamy Blue
- 1971 — Penelope
- 1971 — El Condor Pasa
- 1971 — Tombe La Neige
- 1972 — Apres Toi
- 1972 — L’Avventura
- 1972 — Last Summer Day
- 1972 — Paul Mauriat Joue Les Beatles (Поль Мориа играет Битлз)
- 1972 — Le Lac Majeur
- 1973 — Forever and Ever
- 1973 — Nous Irons à Vérone
- 1973 — Last Tango In Paris
- 1973 — Good bye, My Love, Good bye
- 1973 — White Christmas
- 1974 — Viens ce Soir
- 1974 — Retalhos de Cetim
- 1974 — Je Pense à Toi
- 1974 — Le Premier Pas
- 1974 — I Won’t Last a Day Without You
- 1974 — Have You Never Been Mellow?
- 1975 — L'Été Indien (Бабье лето, переиздан в СССР в 1980 г.)
- 1975 — Entre Dos Aguas
- 1975 — The Best of Paul Mauriat — 10 Years with Philips
- 1975 — From Souvenirs to Souvenirs (с композицией на тему песни Демиса Руссоса From Souvenirs to Souvenirs)
- 1975 — Lili Marlene
- 1975 — Stereo Spectacular
- 1976 — Love Sounds Journey
- 1976 — Michelle
- 1976 — Love Is Still Blue
- 1976 — Il Était une Fois… Nous Deux
- 1977 — Chanson D’amour
- 1977 — C’est La Vie
- 1977 — Hymne à l’Amour
- 1977 — Brasil Exclusivamente
- 1977 — L’Oiseau et l’Enfant
- 1978 — Overseas Call
- 1978 — Dans les Yeux d'Émilie
- 1979 — Too Much Heaven
- 1979 — Nous
- 1979 — Copacabana
- 1980 — Aerosong
- 1980 — Chromatic
- 1980 — Brasil Exclusivamente Vol. 2
- 1980 — Exclusivamente Brasil Vol. 3
- 1981 — Reality
- 1981 — Roma dalla Finestra
- 1981 — Pour Le Plaisir
- 1981 — Je n’Pourrais Jamais t’Oublier
- 1982 — Tout Pour Le Musique
- 1982 — Magic
- 1982 — I Love Breeze
- 1982 — Descendant Of The Dragon
- 1983 — Wild Spring
- 1983 — Summer Has Flown
- 1984 — Olive Tree
- 1984 — Piano Ballade
- 1984 — The Seven Seas
- 1984 — Chromatic
- 1985 — Transparence
- 1985 — The Best of Paul Mauriat 2 — 20 Years with Philips
- 1985 — Classics In The Air
- 1986 — Windy
- 1986 — Classics In The Air 2
- 1986 — Song For Taipei
- 1987 — Classics In The Air 3
- 1987 — Nagekidori
- 1988 — Best Of France
- 1988 — The Paul Mauriat Story
- 1989 — Serenade
- 1989 — Iberia
- 1990 — Remember
- 1990 — You Don’t Know Me
- 1990 — Gold Concert
- 1991 — Retrospective
- 1991 — Nostal Jazz
- 1993 — Emotions
- 1994 — The Color Of The Lovers
- 1994 — Now And Then
- 1995 — Soundtracks
- 1995 — Quartet For Kobe
- 1996 — Escapades
- 1996 — Cri D’amour
- 1996 — 30th Anniversary Concert
- 1997 — Romantic